# Capillipedium planipedicellatum
Capillipedium planipedicellatum là một loài thực vật có hoa trong họ Hòa thảo. Loài này được Bor mô tả khoa học đầu tiên năm 1949.